# Crucihimalaya lasiocarpa
Crucihimalaya lasiocarpa là một loài thực vật có hoa trong họ Cải. Loài này được (Hook.f. & Thomson) Al-Shehbaz, O'Kane & R.A.Price mô tả khoa học đầu tiên năm 1999.